# Обавештајни центар Сатурн
Обавештајни центар „Сатурн“ је била мало позната немачка војно-обавештајна служба Абвер, створила непосредно пред напад на СССР. Ни данас није лако објаснити због чега је био створен овај обавештајни центар који се бавио само и искључиво СССР, јер све што је везано за рад Абвера одигравало се у веома строгој тајности. Шеф Абвера адмирал Вилхелм Канарис, није волео да оставља трагове. Познат је и његов слоган да обавештајац који води архиву – није ништа друго него обичан самоубица. Ипак, неки закључци се напросто сами намећу прегледом мемоара и документа који су ипак остали након пада Трећег рајха.
Почетком маја 1941. године, када су дивизије већ биле пребачене на совјетску границу, Хитлер је са Канарисом имао озбиљан разговор, о „руском проблему“. Овај разговор је поменут или прибележен у многим документим и мемоарима. Био је споменут чак и на Нирнбершком процесу.
У многим мемоарима се помиње да је тада дошло до конфликта између Хитлера и Канариса. То је апсолутна неистина, јер су и поред неких, не баш увек тако малих, неслагања обојица била убеђена да је СССР „гигант на стакленим ногама“.
Хитлер је препоручио Канарису да у СССР-у ради смело и самоуверено а не као у Чехословачкој, Норвешкој и Пољској где су морали да рачунају на традиционалне симпатије Велике Британије према тим државама. Према СССР-у је све било дозвољено и било је важно само једно – уништити бољшевички режим. Сматрао је да ће Немачкој Запад тада: „ навући одежду анђела …“
Канарис је неко време слушао Хитлера, а онда се усудио да примети да у СССР-у немачку армију очекује једна једина и највећа тешкоћа – огромно пространство територије. Покушао је да Хитлера убеди да СССР није Норвешка „која може да се освоји између доручка и ручка“.
На то му је Хитлер узвратио да ни случајно не потцењује немачку нацију, напоменувши му да су баш Руси били ти који су својевремено стизали не само до Берлина, већ и до Париза. И то онда када нису постојали ни тенкови, ни авјација, ни аутомобили.
Пред крај разговора адмирал Канарис је поменуо највећу тешкоћу која се очекује: проналажење агената за рад у СССР-у. Ни један Европљанин није у стању да научи руски језик без погрешног акцента …
Хитлер није дозволио Канарису да заврши пресекавши га изјавом да нови Немци које је он васпитаво могу све. Хтео или не, Канарис је морао да ућути. Увидео је да је било немогуће наставити сваки даљи разговор са Хитлером, јер је све више западао у стање које је Канарис назавао „прикривено лудило“. Разговор се окончао тако што је Хитлер исказао поверење у Канариса и Абвера, а адмирал Канарис се захвалио своме Вођи.
Од средине маја у Хитлеровом Главном стану су се свакодневно одржавале тзв. „Контролне конференције“ на којима се проверавла спремност јединица за план „Барбароса“. Овим конференција је већином председавао начелник штаба Врховне команде копнене војске генерал-пуковник Франц Халдер. Адмирал Канарис обично није присуствовао овим саветовањима. Када би добио повиз за следећи за пословни састанак, он је наређивао некоме од припадника његовог штаба да у његово име телефонира Халдеру и упита га да ли је обавезно присуство шефа Абвера. Одговор је обично био такав да се из њега дало закључити да присуство адмирала Канариса није обавезно. На основу многих сведочења стиче се утисак да Канарис уопште није волео да се дружи са генералима. Он је о генералима знао сувише, и није могао многе од њих да гледа како се улизују Хитлеру. Генерали су, пак, знали да Канарис зна о њима много чега, тако да им је присуство шефа Абвера није било најпријатније.
Једног дана адмиралу Канарису је телефонирао сам генерал-пуковник Халдер и замолио га да свакако дође на конференцију јер је његово присуство било неопходно. Генерали су хтели да им шеф Абвера реферише и достави податеке како најлакше и са што мање губитака, немачке трупе могу стићи до Москве. Нису били задовољни меморандумом који је је 1. марта 1941. г. Канарис доставио Хитлеру. Канарис је имао незваничне податке да генерали, а нарочито генерал-потпуковник Фридрих Паулус, помоћник начелника штаба Врховне команде копнене војске, сумњају у његове податке о совјетским утврђењима на граници и могућностима совјетске железнице. Нису били задовољни ни подацима о командном саставу у Црвеној армији. Пре напада на Француску Абвер је успео да сазна имена свих официра, а пред напад на СССР Абвер није могао да сазна ни имена свих команданата армија.
Конференција је и почела примедбама на рад Абвера. Први је био иступио Паулус. Хтео је да зна све о совјетским желеницама, а нарочито број локомотива. Адмирал Канарис му је као и увек мирно одговорио да је његов претходник добио све те податке и да је требало да се прво добро упозна са подацима којим располаже када је ступио на нову дужност.
Након Паулуса један од присутних генерала је хтео да зна какве су совјетске снаге са друге снаге стране реке Буг. Обично тих и миран генерал Гинтер фон Клуге је бесно затражио да се поново провер сви подаци о линији Брест – Москва. Представник Луфтвафеа се позвао н ато да је лично Геринг заинтересован за податке о складиштима горива совјетске авијације. На крају је било споменуто да се у делу меморандума, у коме се дају карактеристике совјетских авиона, говори о бомбардеру који може да развије фантастичну брзину – два пута већу од најбржег „Месершмита“ – уз заједљиву опаску да такво нешто не може да постоји у природи.
Адмирал је све то мирно саслушао, и чекао да му генерал-пуковник Халдер да реч. Извинио се због направљене грешке са авионом, рекавши да је она засигурно јасна и сваком поднареднику. Изразио је чуђење што је Луфтвафе, када ју је запазила није и исправила, да се беспотребно не би задржавали на томе. Нагласивши да потпуно разуме неке замереке и да схвата потребу Врховне команде да зна што је могуће више о противнику рекао да постоје и границе могућности за Абвер и да од њега не треба тражити немогуће. Као пример узео је самог Фирера. Уз напомемену да се не сећа дословног текста који је сам Хитлер написао на меморандуму о коме су тада расправљали, адмирал Канарис је да је рекао. „Уколико се не варам то су биле само три речи – Одлична, ванредна слика …“
Након саветовања адмирал Канарис је, за будући Источни фронт, наредио стварање специјалног обавештајног центра „Сатурн“.
Сазвавши више официре Абвера, Канарис им је прочитао наредбу и објаснио им шта ће у ствраи представљати „Сатурн“. Иако им није дословно тако рекао присутни официри су могли да схвате да је „Сатурн“ заправо својеврсна заштита за Абвер и за адмирала лично, у случају неповољних исхода.
Циљеве постајања „Сатурна“ Канарис је веома детаљно објаснио. Њему својственом мирноћом и без оклолишања а сходно театралности ситуације рекао је да је ова кампања коју покреће Фиреер најважнија од свих, јер она представља завршетак генијалног плана стварања Велике Немачке … Истакнувши да победа на Источном фронту мора бити решена муњевитим налетом армија од Бреста до Москве, али да се притом не сме заборавити да се у СССР-у сусрећу и са фактором управо колосалних раздаљина. То од Абвера захтева и потпуно нов начин рада, те због тога одмах након челичне песнице Вермахта мора и Абвер упутити своју песницу. Главни циљ „Сатурна“ је, свакако, Москва. Нагласио је да се „престоница бољшевизма“ мора напунити шпијунима и диверзантима и тиме се помоћи храброј немачкој армији и у одлучујућем тренутку забости нож у леђа Кремљу …
„Сатурн“ није требало да буде само група радника Абвера који се налазе у близини фронта. Сам „Сатурн“ је требало да буде Абвер, али сконцентрисан у једној тачки, погодној за Немачку. На крају, адмирал Канарис је истакао да иако на чело „Сатурна“ ставља своје најбоље сараднике – пуковника Зомбаха и потпуковника Ериха Милера – то никако не треба да значи да им он на леђа ставља цео СССР. Избор је пао на њих двојцу, јер су познати као талентовани, паметни, еластични и оперативни сарадници шпујунаже и контрашпијунаже.
Практично сагледавајући проблем, Абвер је знао да, што се тиче професионалних кадрова и агентуре, ситуација није била баш најблиставија. Агенти руске народности којим се располагало личили су на, како је то неко дефинисао, „путнике Нојевог ковчега“, без икавих могућности да се детаљно провере. Агенти, заврбовани, пак, међу старом руском емиграцијом су били махом сиромашни и плашљиви људи, спремни да за новац ураде све иако ништа нису знали. Нису чак ни познавали тадашњи СССР. Оно што је Абвер био добио од финском марашала Манерхајма из контингента заробљеника совјетско-финског рата било је већ много бољеа, али их је било веома мало.
То је заправо значило да ће тај проблем моћи отклонити тек када кампања буде отпочела и када се појаве први заробљеници. Вермахт је требало да добије упутства и изда наредбе у том смеру. Колики је био значај тога довољно говори чињеница да се и сам Хитлер интересовао за активности на том пољу.

## Литерутура
- Василиј Ардаматски, „Сатурн“ се скоро не види, Обод, Цетиње 1964. г.